# Jakob Pallenberg

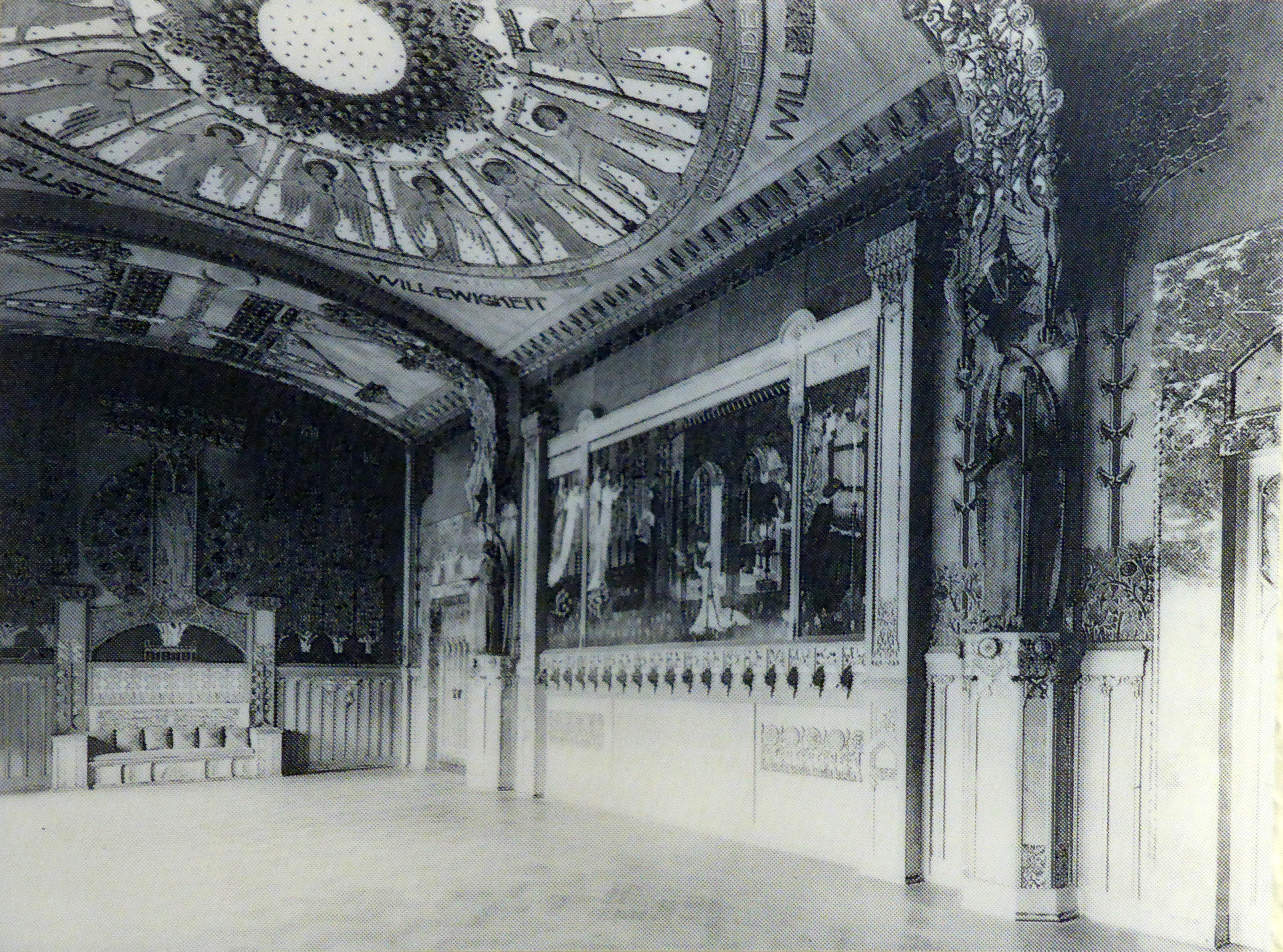
Der Pallenberg-Saal auf der Pariser Weltausstellung 1900, mit dem Grand Prix als „räumliches Gesamtkunstwerk des Jugendstils“ ausgezeichnet.

Jakob Pallenberg (* 9. Mai 1831 in Köln; † 25. März 1900 in Kairo) war ein deutscher Möbelfabrikant, der sich als Kunstmäzen betätigte. Er betrieb das Schreinerhandwerk am Übergang zur industriellen Fertigung.

## Leben

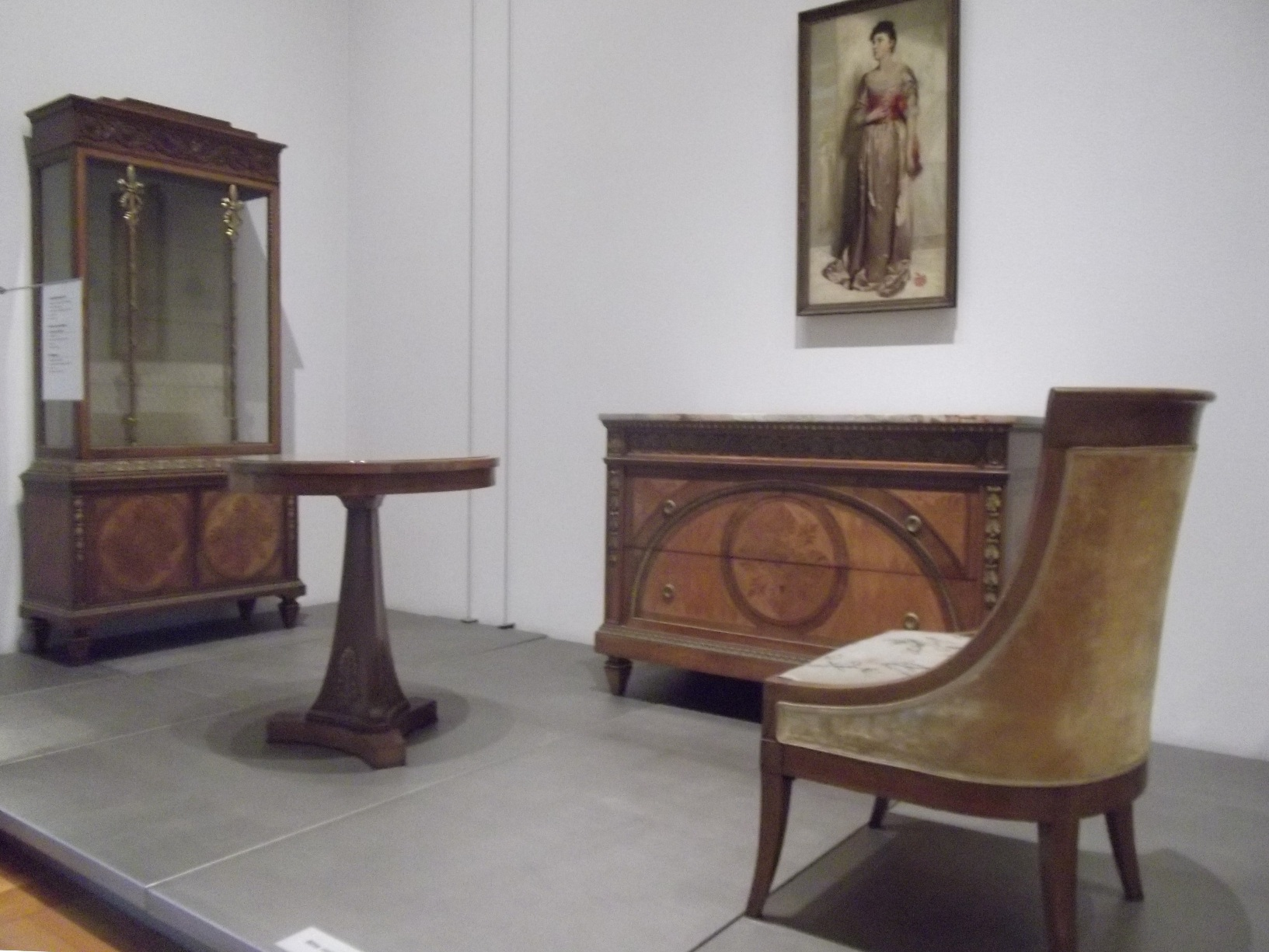
Möbel von Jakob Pallenberg im Museum für Angewandte Kunst Köln

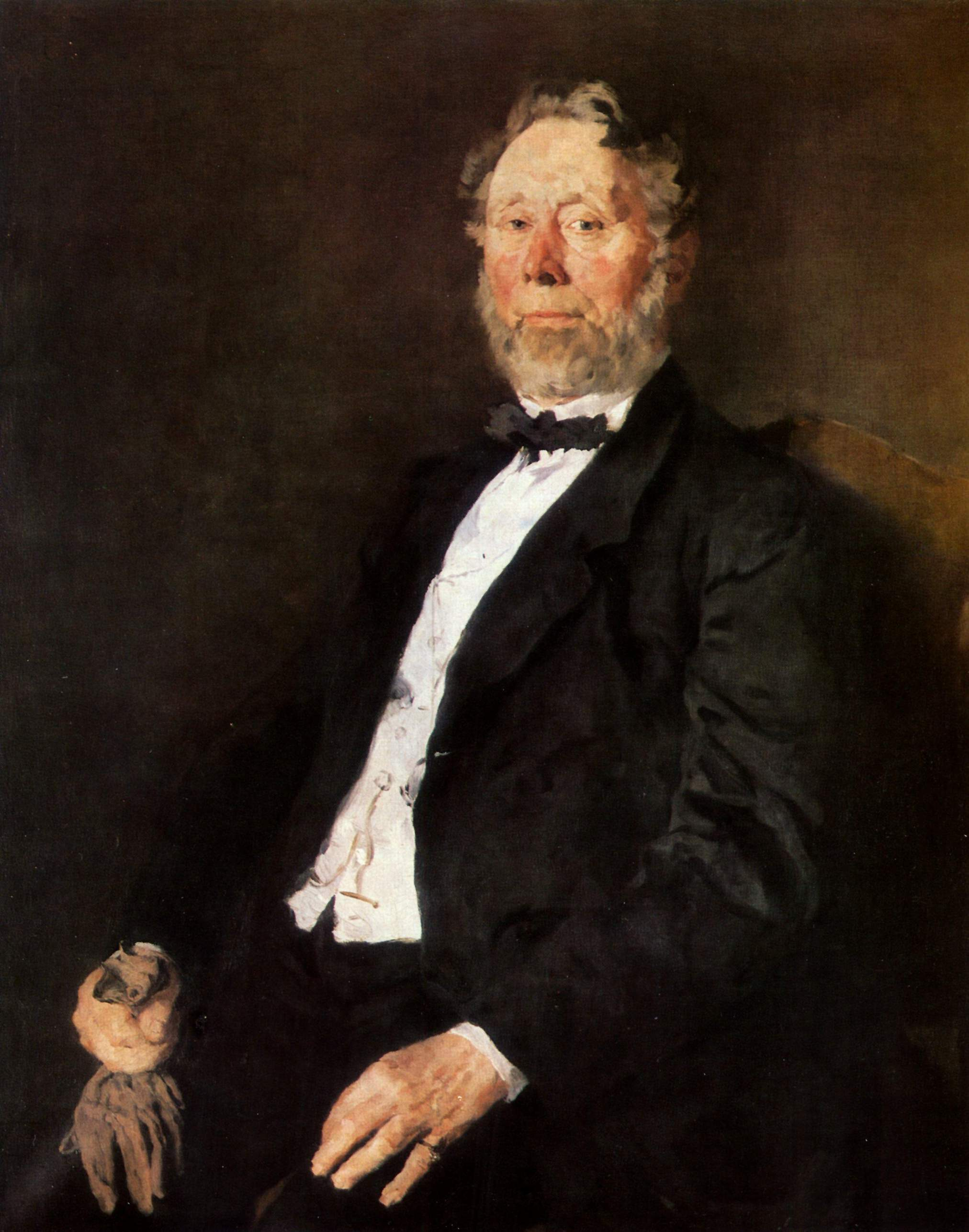
Porträt des Vaters Johann Heinrich Pallenberg von Wilhelm Leibl

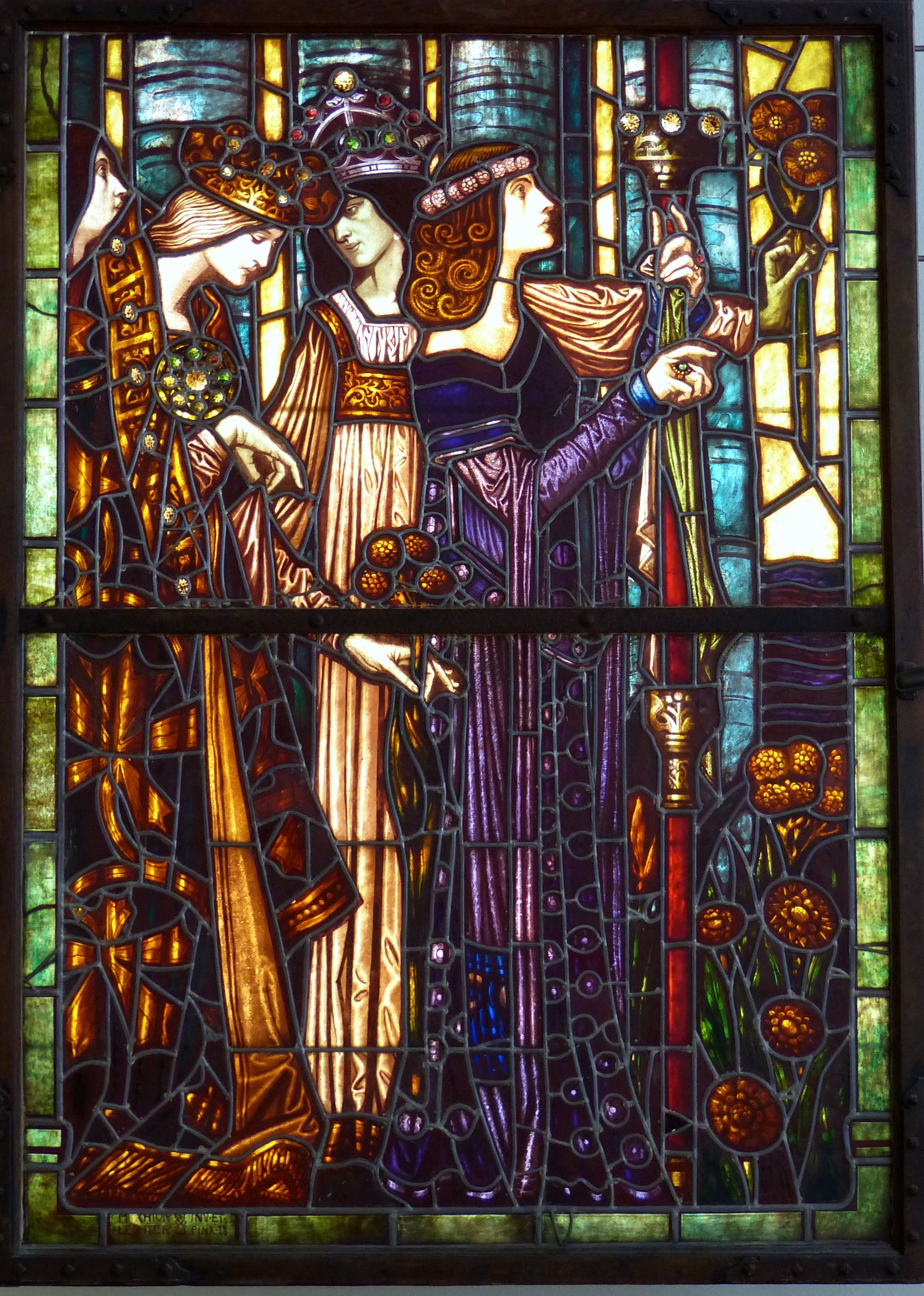
Einzig erhaltenes Fenster des Pallenberg-Saales des Kunstgewerbemuseums am Hansaring

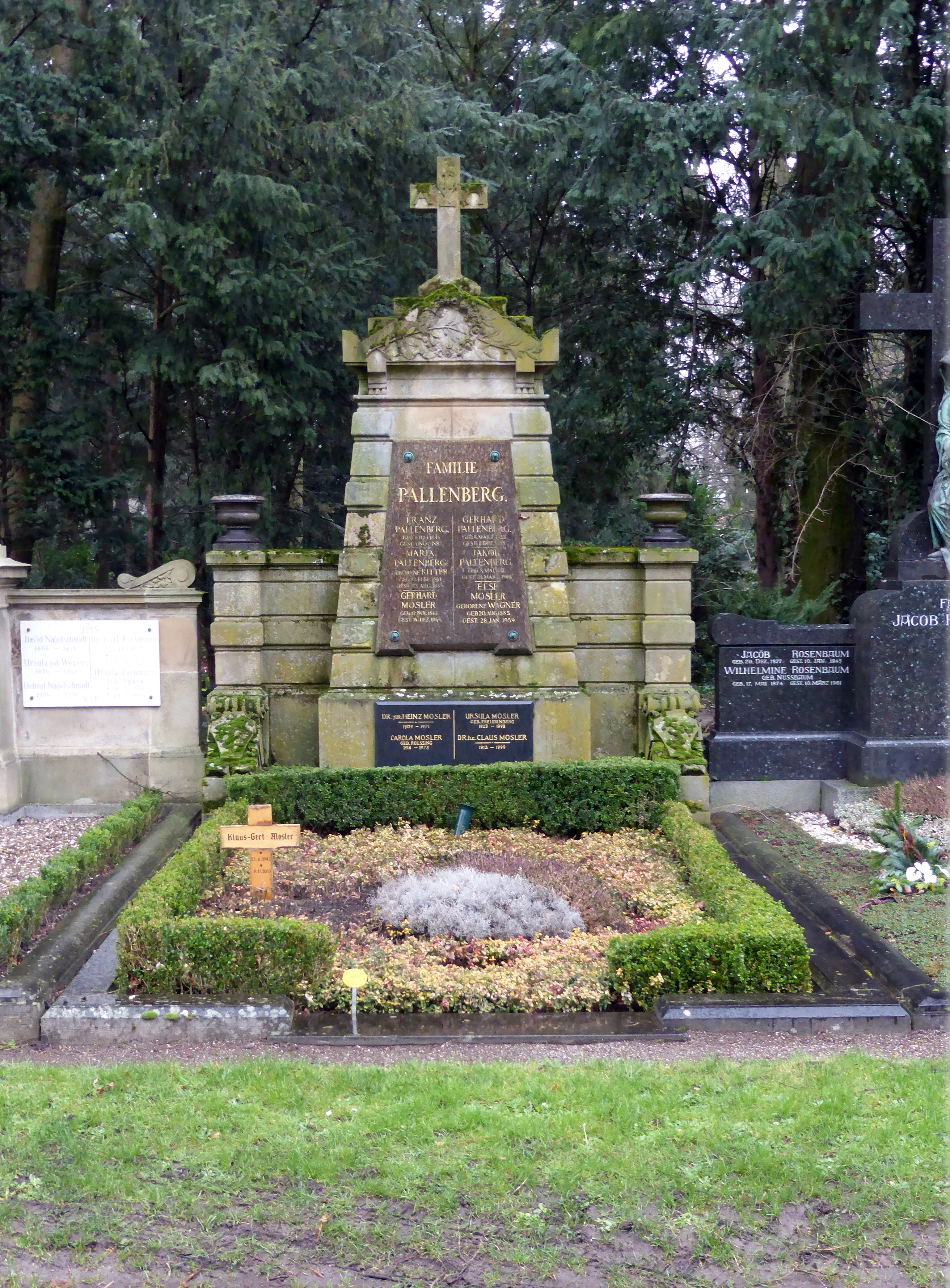
Grabstätte auf dem Kölner Melaten-Friedhof.

Jakob Pallenberg ist der Sohn von Cäcilia Becker und dem Möbelfabrikanten Johann Heinrich Pallenberg (1802–1884). Johann Heinrich Pallenberg galt als Spezialist für Kunstmöbel, hochwertigen Innenausbau und Innenausstattung. Dank des Einsatzes modernster Maschinen – 1836 schaffte er als erster Kölner Gewerbebetrieb zwei Dampfmaschinen zum Antrieb von Sägen an – avancierte die Möbelmanufaktur H. Pallenberg zu einem der führenden Häuser und zum königlich-preußischen Hoflieferanten sowie zum k.u.k. Hoflieferanten.
Nachdem sich der Vater 1861 aus dem Unternehmen zurückgezogen hatte, übernahm Jakob gemeinsam mit seinem Bruder Franz Pallenberg (1834–1882) die Möbelmanufaktur H. Pallenberg. Beide Söhne erhielten zuvor eine vergleichbare Ausbildung im Möbelhandwerk wie ihr Vater, einschließlich eines längeren Aufenthaltes in Paris.
Nach dem Tod seines Bruders Franz (1882) führte Jakob die inzwischen mit über 150 Beschäftigten größte Möbelfabrik in Preußen alleine weiter. Für in Not geratene Arbeiter richtete Pallenberg eine Unterstützungskasse ein. Wie sein Vater war Jakob Pallenberg ein bedeutender Kunstmäzen und stiftete eine große Anzahl wertvoller Kunstgegenstände für Kölner Museen. Sein Engagement als Stifter galt dem neuen Kunstgewerbe-Museum. Im Jahr 1898 beauftragte er den Berliner Künstler Melchior Lechter mit dem Entwurf eines Prunk-Saales für das neue Haus. Die Fertigstellung des „Pallenberg-Saales“ erlebte Jakob Pallenberg nicht mehr.  Im Zweiten Weltkrieg wurde der „Pallenberg-Saal“ am 29. Juni 1943, während eines alliierten Großangriffs – wie das gesamte Gebäude – zerstört. Einzig ein Flügel des Glasfensters konnte gerettet werden, der heute in der Schausammlung des Museums für Angewandte Kunst Köln ausgestellt ist.
Jakob Pallenberg verstarb 1900 unverheiratet auf einer Reise in Kairo. In seinem Testament verfügte er die Verwendung von 150 000 Mark für Ausbau und die Einrichtung des Pallenberg-Saales sowie 15 000 Mark zur freien Verfügung des Museumsdirektors für den Ankauf von Objekten aus dem Firmenlager Pallenberg.  Außerdem vermachte er der Stadt Köln einen Betrag von 200.000 Mark, aus dessen Zinserträgen Kunstgegenstände für das Kunstgewerbemuseum anzukaufen sind.
Des Weiteren stiftete Jakob Pallenberg 400 000 Mark zur Einrichtung eines Heimes für bedürftige ältere Arbeiter, das 1905–1912 in Form einer Arbeitersiedlung in Köln-Weidenpesch errichtet wurde. Die „Jakob Pallenbergs Arbeiterheim“-Siedlung wurde durch die Architekten Hans Verbeek und Balduin Schilling in Form einer Wohnanlage von 19 Einzelhäusern mit Nutzgärten, zwei Wohnheimen und einem Gemeinschaftshaus entworfen.
Wertvolle Gemälde seines Nachlasses vermachte Jakob Pallenberg dem Wallraf-Richartz-Museum in Köln, unter anderem das Porträt seines Vaters von Wilhelm Leibl. Jakob Pallenberg vermachte der Stadt Köln ein Stiftungskapital von über 850 000 Mark.
In Köln wurde die Pallenbergstraße und die Pallenberg-Siedlung nach ihm benannt. Seine Grabstätte befindet sich auf dem Kölner Melaten-Friedhof (MA zwischen Lit. O und N).
Bildergalerie: „Jakob Pallenbergs Arbeiterheim“

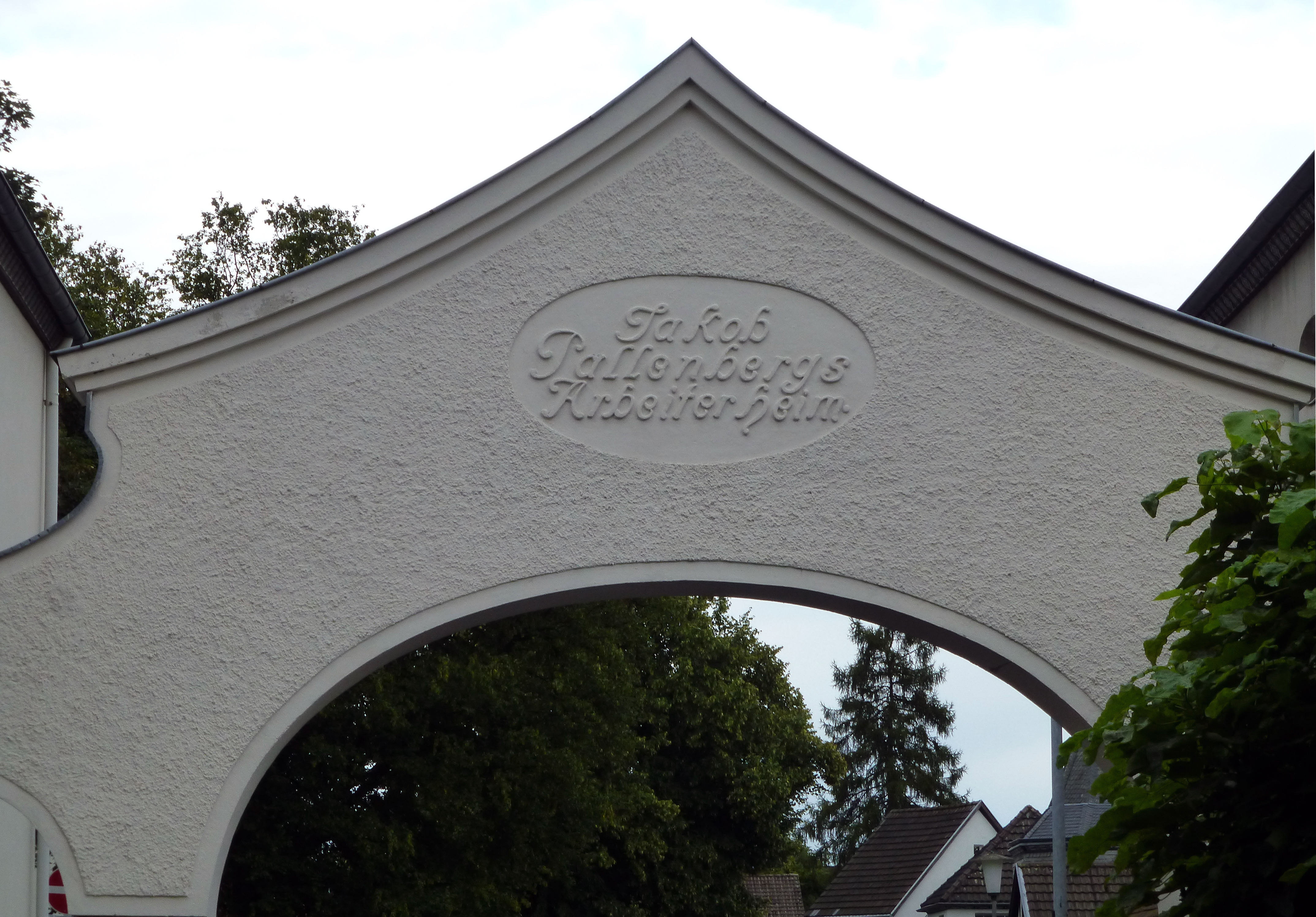
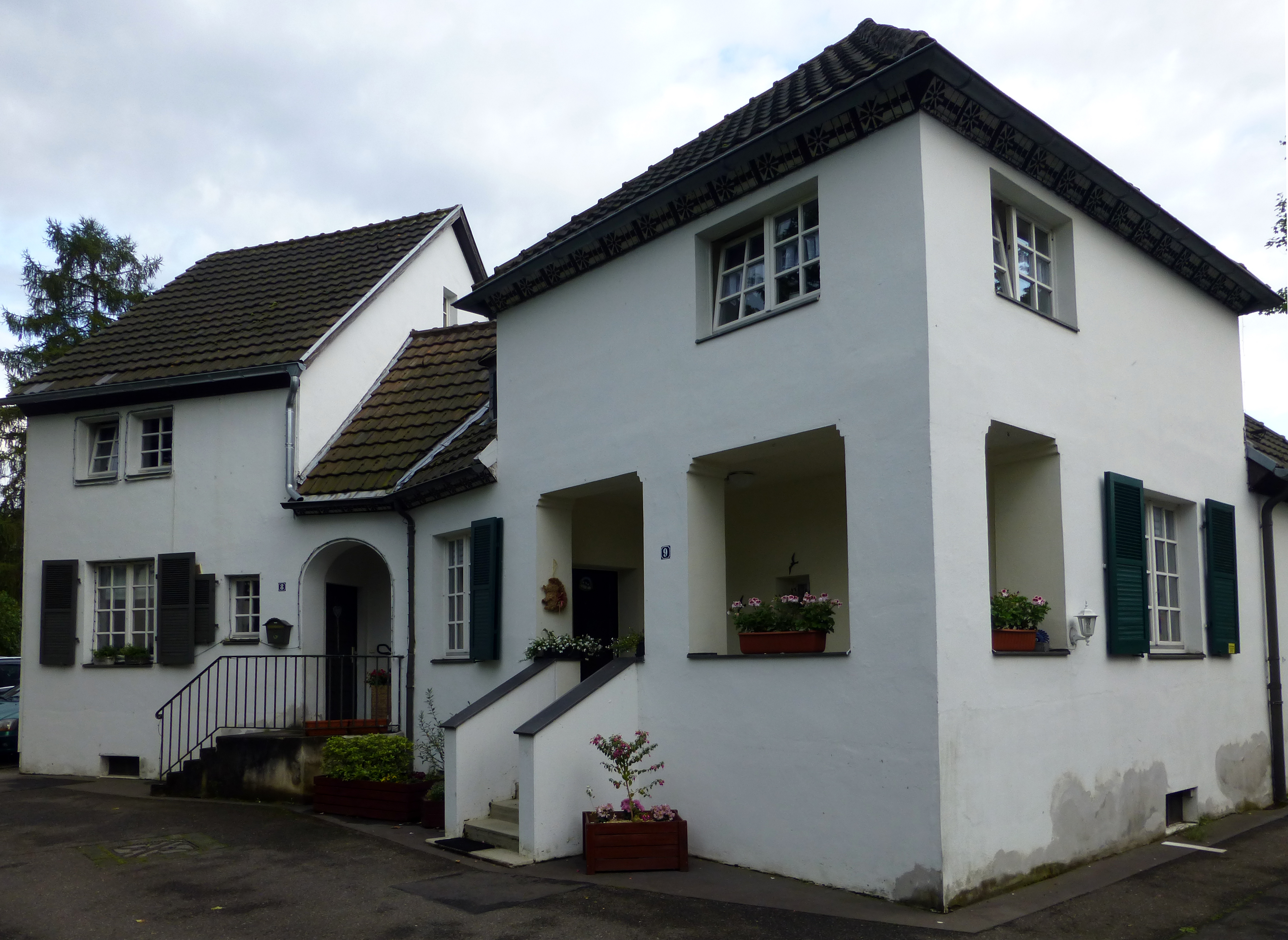
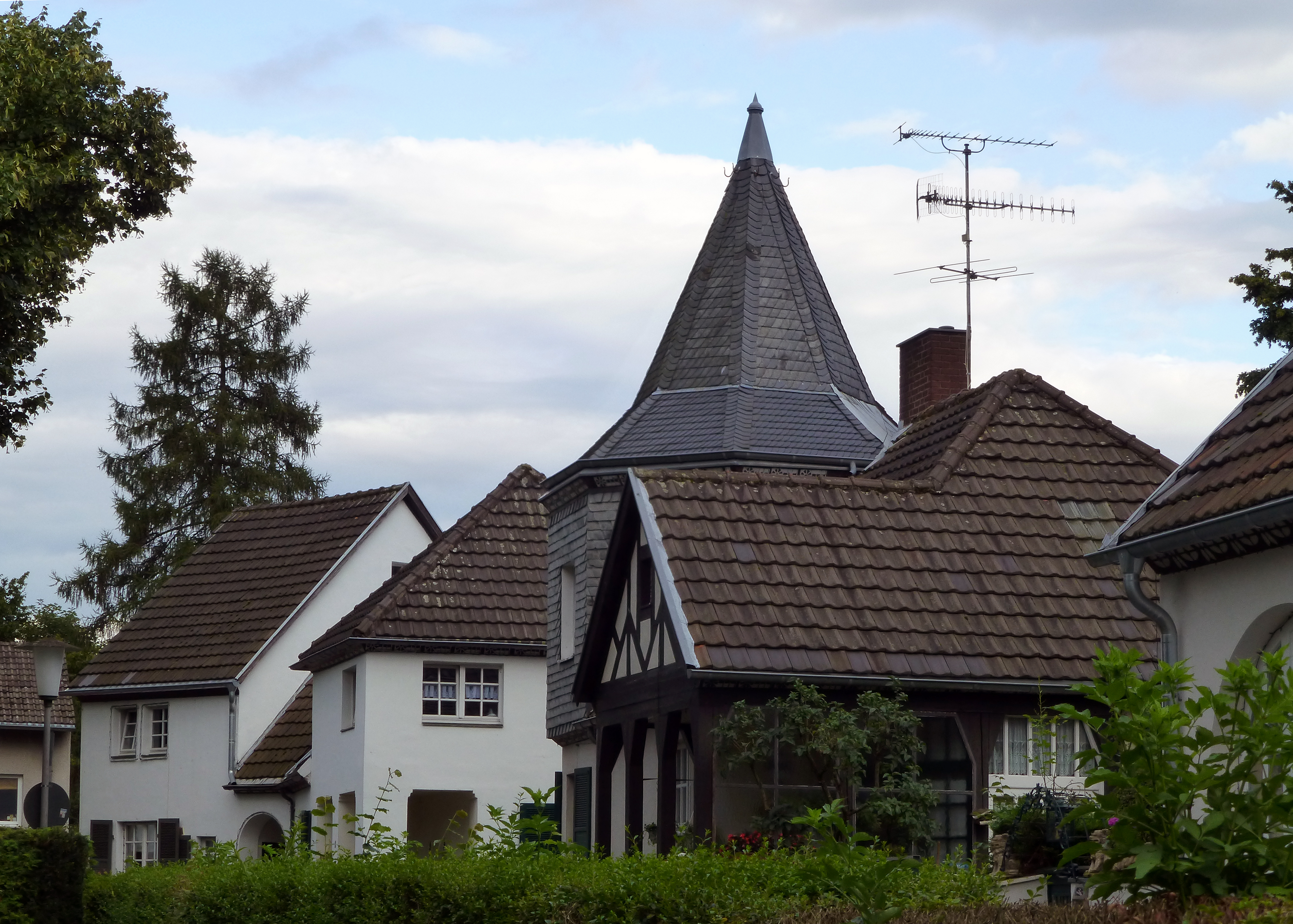
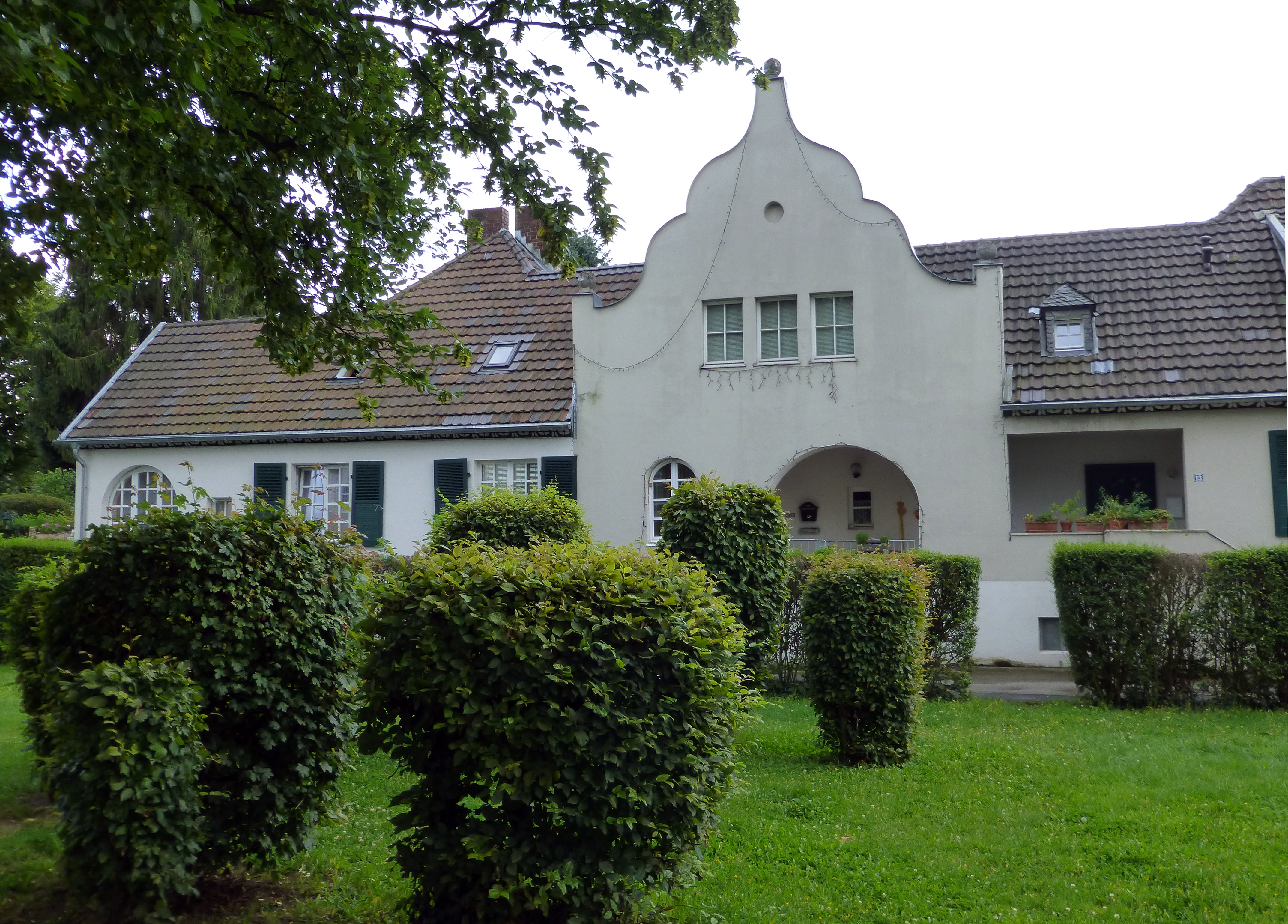
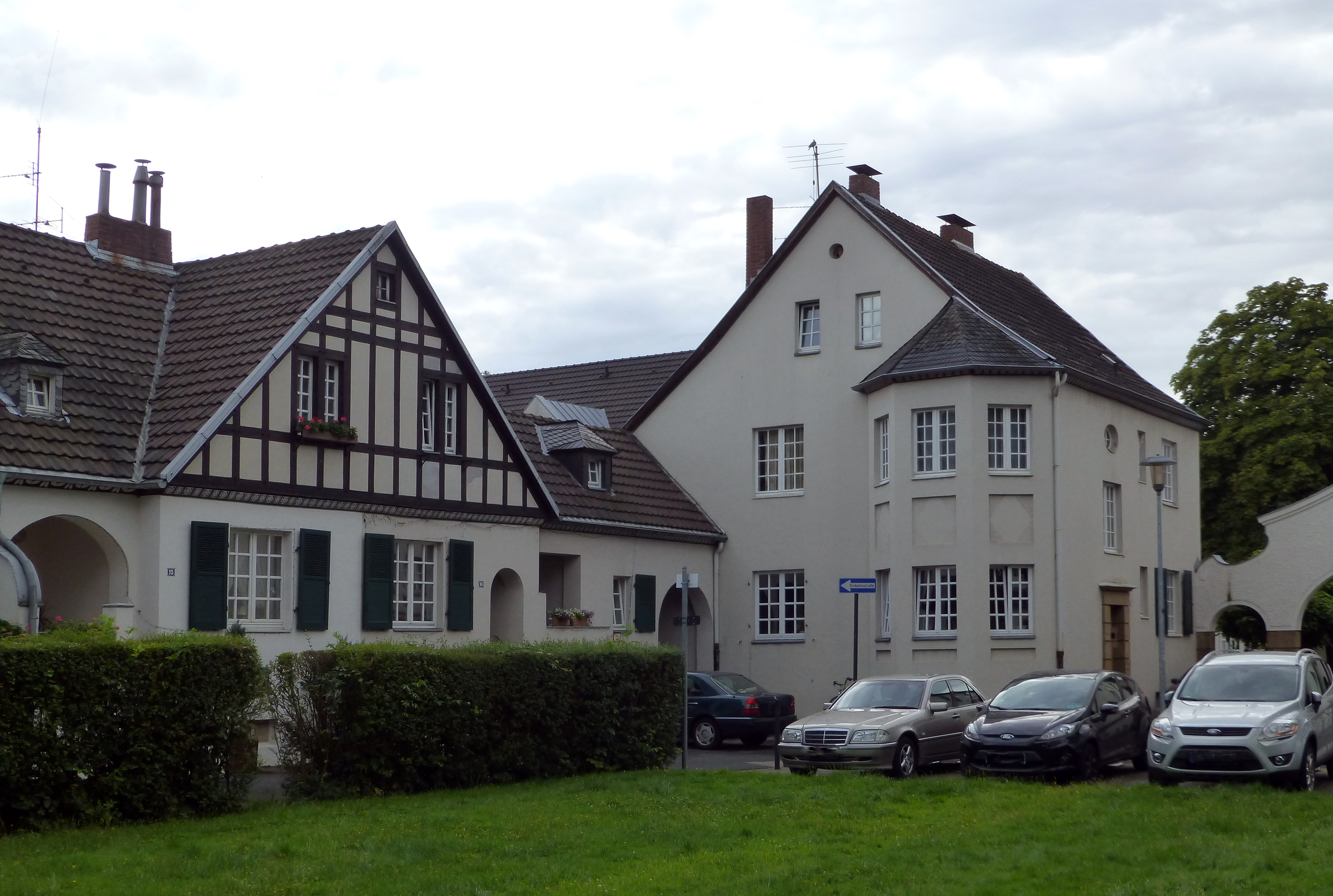
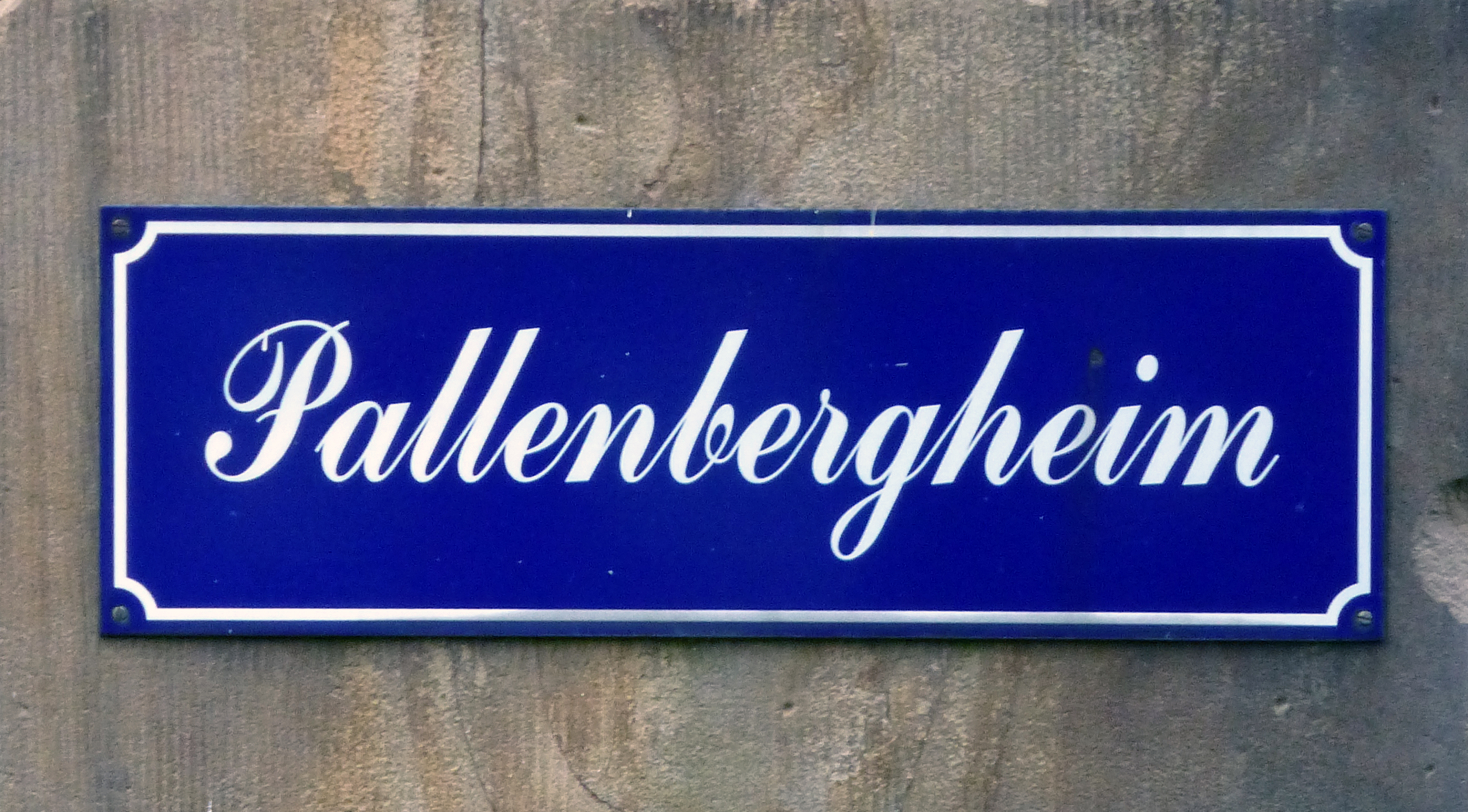